# أرشيبالد الكسندر (أستاذ جامعي)
أرشيبالد الكسندر (بالإنجليزية: Archibald Alexander) هو عالم عقيدة أمريكي، ولد في 17 أبريل 1772 في مقاطعة روكبريج في الولايات المتحدة، وتوفي في 22 أكتوبر 1851.